# Uitkerkse Polder
De Uitkerkse Polder is een natuurgebied in de Belgische gemeente Blankenberge, gelegen tussen de kernen van Blankenberge, Wenduine, Nieuwmunster en Zuienkerke. Het gebied is in eigendom en beheer van Natuurpunt. Het gebied is een van de laatste open ruimtes aan de Vlaamse kust en toont hoe de kustpolders er enkele eeuwen geleden uitzagen.

## Beschrijving
De Uitkerkse Polder is een uitgestrekt open polderlandschap zonder hagen of bomen en met veel water zoals grote plassen, grachten, veedrinkpoelen en sloten met rietkragen. Het gebied staat niet in direct contact met de zee maar is door de eeuwen heen verschillende keer ondergelopen met zeewater. Hierdoor werd niet enkel polderklei achtergelaten maar ook zout in het onderliggende veen. Dit zorgt voor een erg zilt biotoop in de Uitkerkse Polder. Deze zilte graslanden zijn zeldzaam binnen de Europese Unie en daarom maakt de Uitkerkse Polder deel uit van het Natura 2000-netwerk als onderdeel van habitatrichtlijn-gebied 'Polders' (BE2500002) en vogelrichtlijngebied 'Poldercomplex’ (BE2500932).
. De Europese Unie ondersteunt daarom het herstel en de bescherming van deze graslanden door middelen te verstrekken via het LIFE-programma. De herstelmaatregelen bestaan onder andere uit het herstellen van het oorspronkelijke reliëf en zilte graslanden, heraanleggen van poelen, opgehoogde weilanden opnieuw drassig maken en nieuwe bezoekersinfrastructuur uitbouwen. Natuurpunt heeft overeenkomsten met verschillende lokale landbouwers voor het natuurvriendelijk begrazen van de weilanden in het natuurgebied.

## Fauna
Het gebied staat vooral bekend om de verschillende vogelsoorten die hier voorkomen. Het gaat onder andere om volgende broedvogels: grutto, tureluur, scholekster, kluut en kievit. In de winter verblijven onder andere de smient, wintertaling, grauwe gans, kleine rietgans en kolgans in het gebied. Een andere vogel die voorkomt in het gebied is  de lepelaar.

## Flora
In de Uitkerkse Polder komen verschillende zouttollerante planten voor zoals melkkruid en zeekraal.

## Recreatie
In de polder staan verschillende vogelkijkhutten, een gratis bezoekerscentrum en een uitkijktoren. Het bezoekerscentrum is het hele jaar geopend en biedt onder andere een interactieve tentoonstelling over de geschiedenis van de polders en de natuur die hier te vinden is. Daarnaast is er ook een onthaalruimte met informatie over de Oostkustpolder, een winkel, een bibliotheek, een beperkte parking en een bar. Aan het bezoekerscentrum starten 3 wandelingen door het gebied met een lengte tussen 4,8 en 7,7km die langs de verschillende kijkhutten en de uitkijktoren voeren. Een uitgestippelde fietsroute brengt je door de Uitkerkse Polder en andere natuurgebieden in de buurt. Doorheen het hele jaar worden in het gebied activiteiten georganiseerd door Natuurpunt. Het gaat onder andere om vogelobservaties, natuurwerkdagen, een biomarkt, voordrachten, plantenobservaties, amfibieënobservaties, fietstochten.

## Afbeeldingen

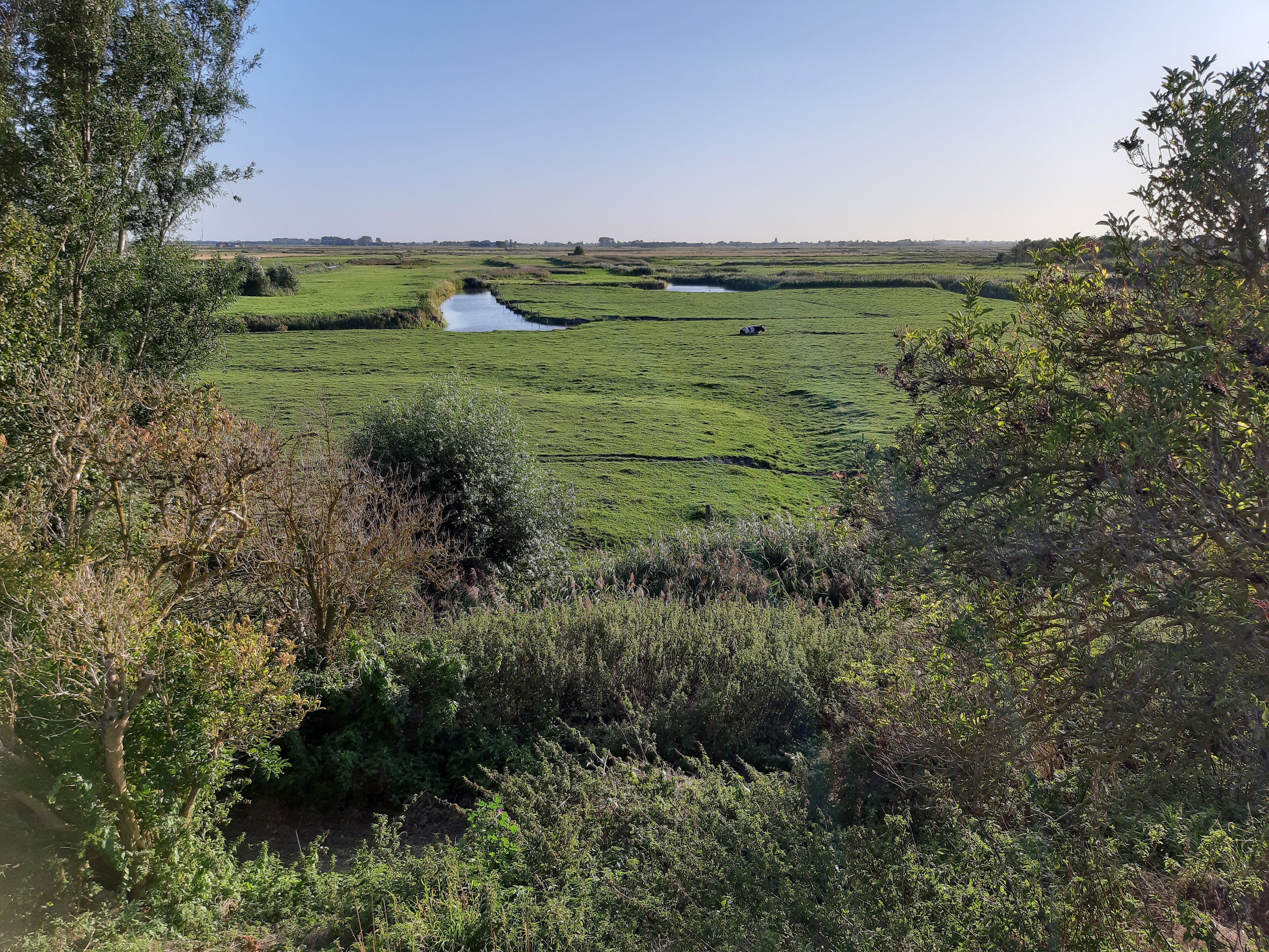
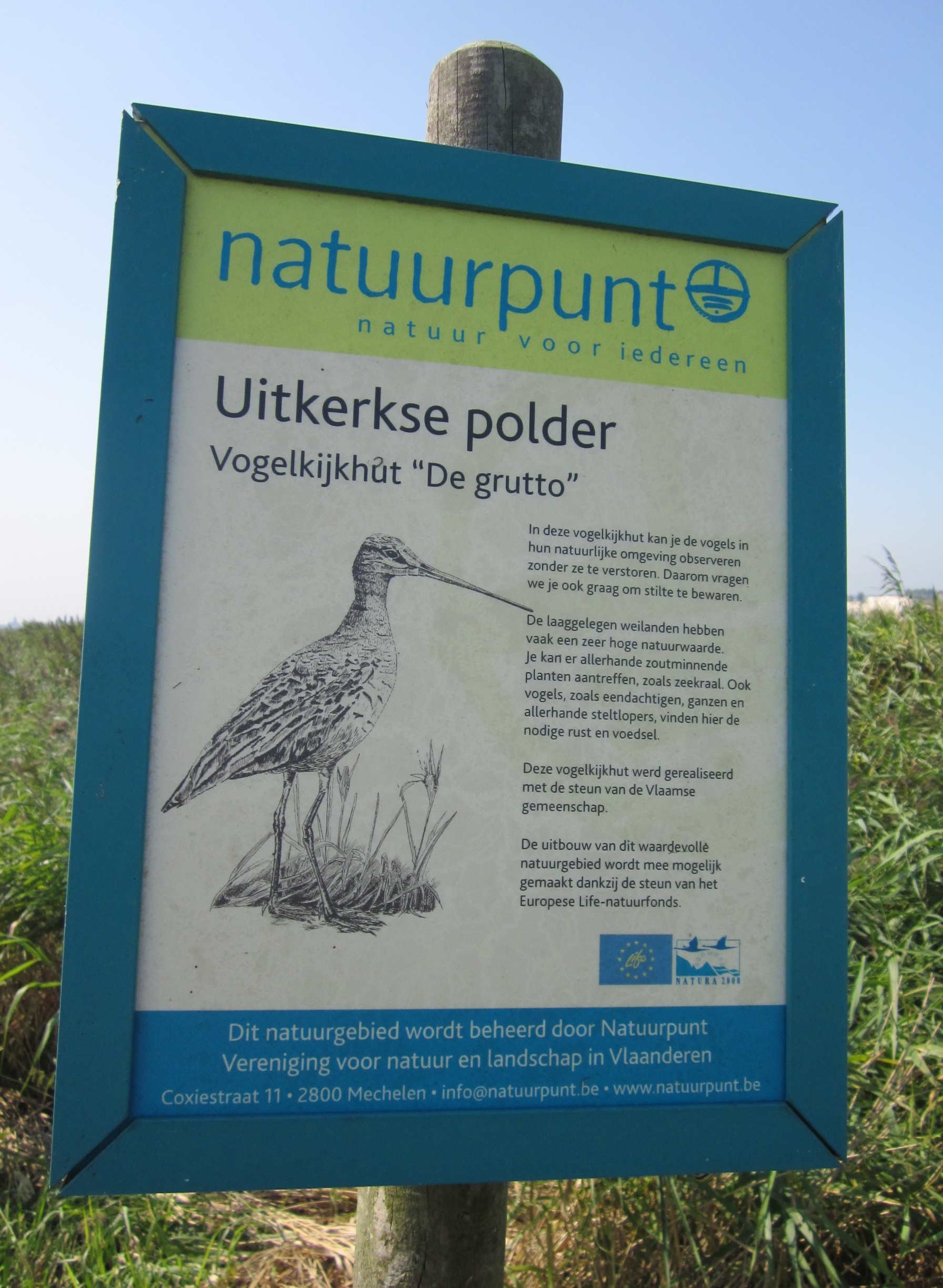
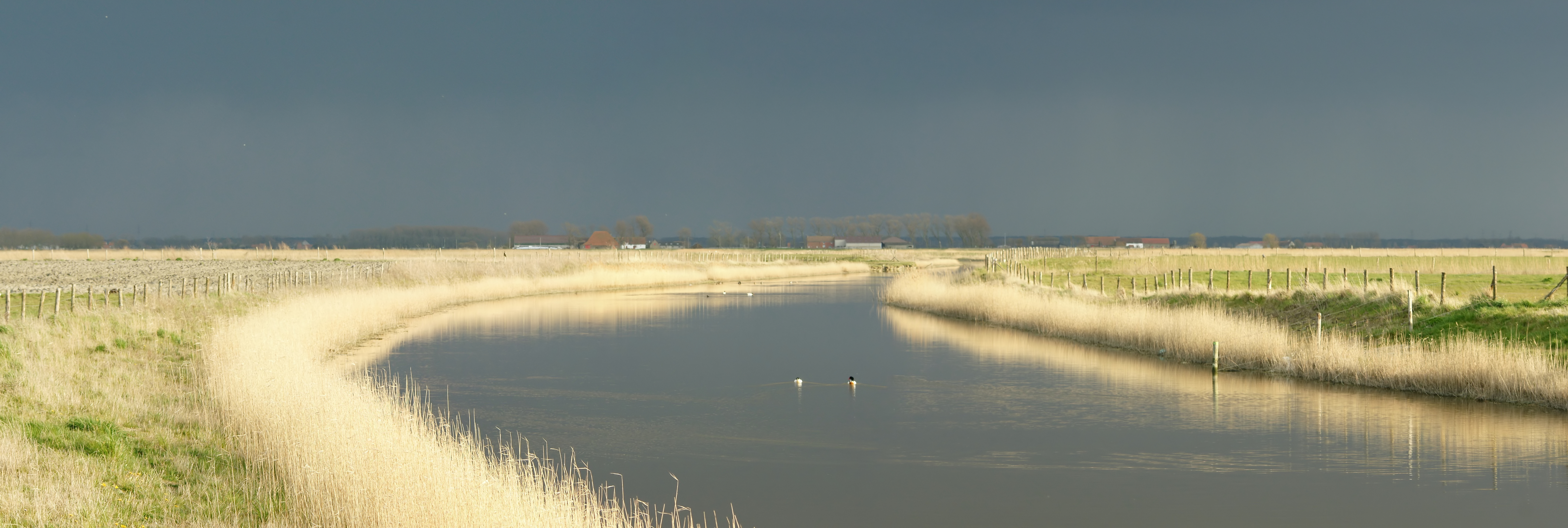